# Psylla
Psylla är ett släkte av insekter som beskrevs av Geoffroy 1762. Psylla ingår i familjen rundbladloppor.

## Bildgalleri

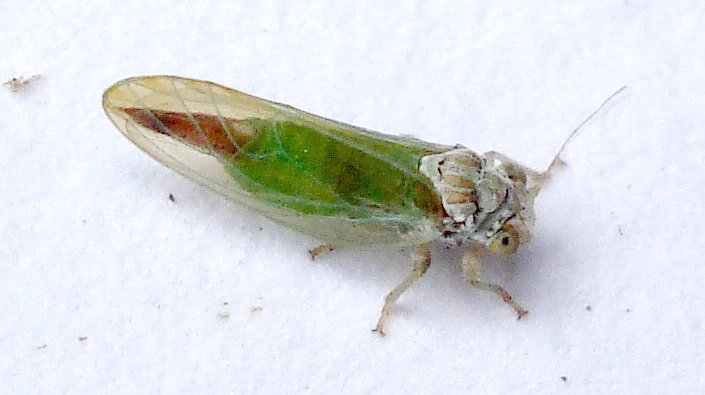
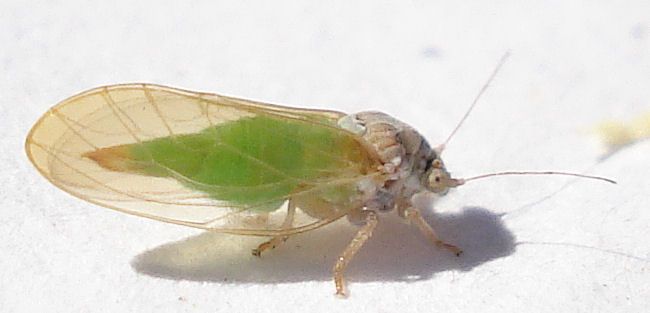
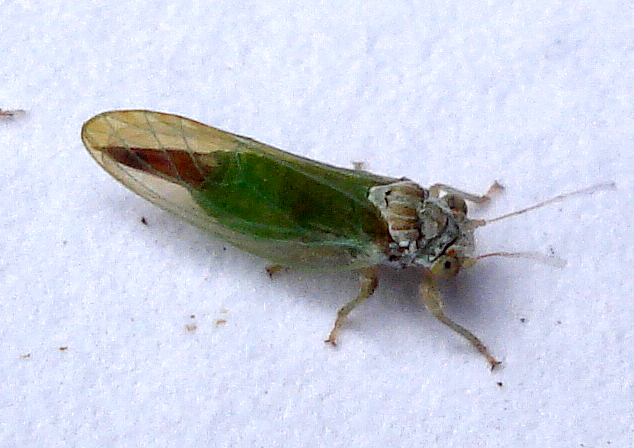
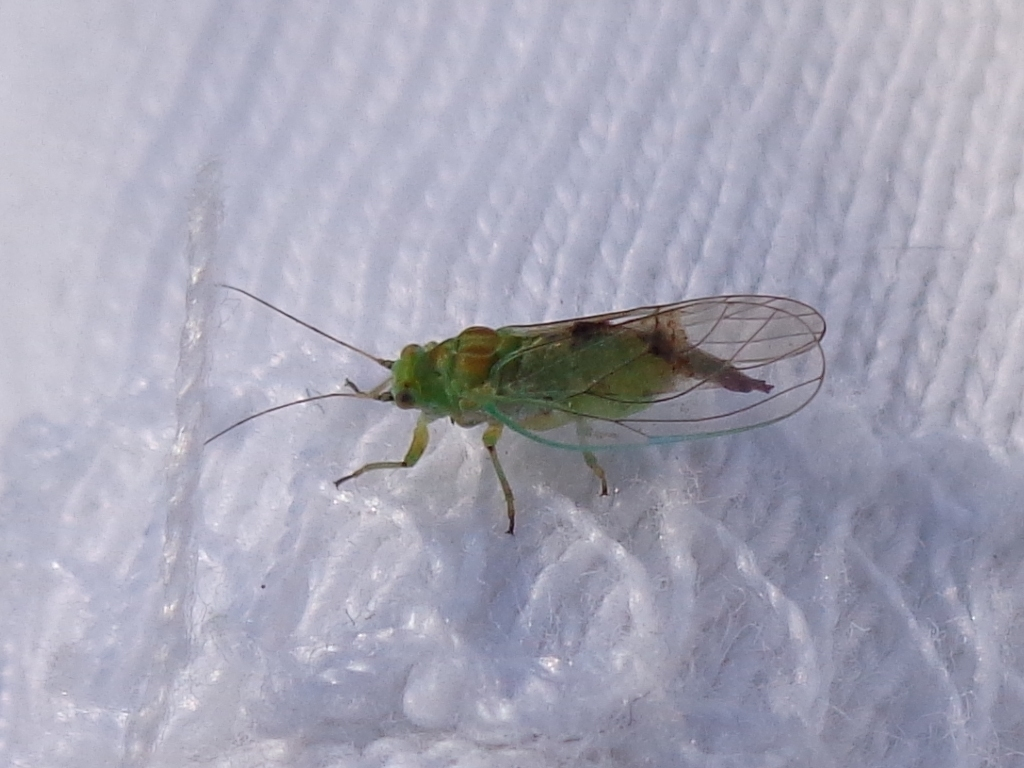
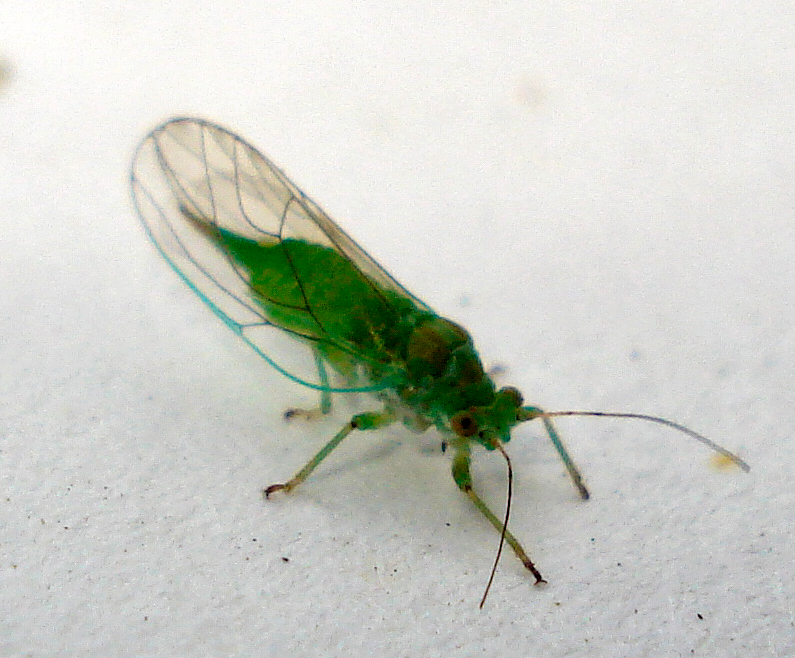
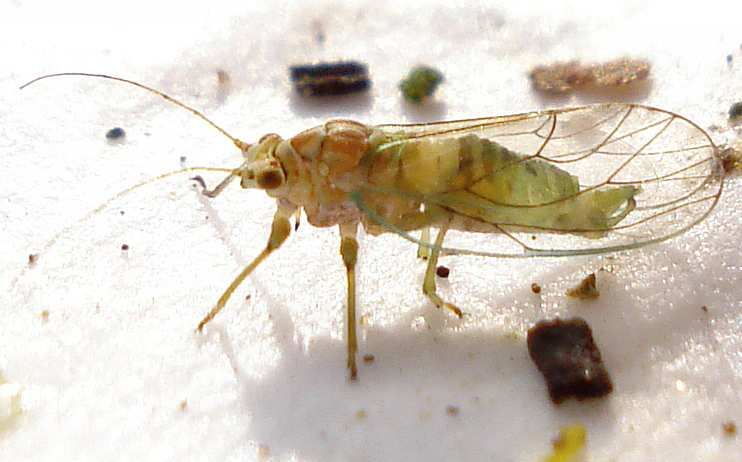

## Dottertaxa tillPsylla, i alfabetisk ordning[1][2]
- Psylla abieti
- Psylla aceris
- Psylla aili
- Psylla alni
- Psylla alpina
- Psylla amakusensis
- Psylla aranetae
- Psylla arisana
- Psylla bakeri
- Psylla baphicacanthi
- Psylla berryi
- Psylla betulae
- Psylla betulaefoliae
- Psylla betulaenanae
- Psylla borealis
- Psylla buxi
- Psylla cajanae
- Psylla canditata
- Psylla cangshanli
- Psylla carpinicola
- Psylla caudata
- Psylla cedrelae
- Psylla chaenomelei
- Psylla changli
- Psylla chinensis
- Psylla citricola
- Psylla citrisuga
- Psylla clauda
- Psylla coccinea
- Psylla colorada
- Psylla compar
- Psylla compta
- Psylla cordata
- Psylla cotoneasteris
- Psylla crenata
- Psylla dalbergiae
- Psylla deflua
- Psylla derricola
- Psylla dianli
- Psylla distincta
- Psylla eastopi
- Psylla elaeagni
- Psylla elegantissima
- Psylla erhaili
- Psylla eriobotryacola
- Psylla eriobotryae
- Psylla evodiae
- Psylla fabra
- Psylla fatsiae
- Psylla floccosa
- Psylla forcipata
- Psylla formosana
- Psylla fuegensis
- Psylla fulguralis
- Psylla fumosa
- Psylla fusca
- Psylla fuscinodulus
- Psylla galeaformis
- Psylla grata
- Psylla heterobetulaefoliae
- Psylla hyalina
- Psylla indica
- Psylla indicata
- Psylla infesta
- Psylla ingae
- Psylla jiangli
- Psylla juiliensis
- Psylla kilimandjaroensis
- Psylla kiushuensis
- Psylla kotejai
- Psylla kunmingli
- Psylla lanceolata
- Psylla leprosa
- Psylla liaoli
- Psylla litchi
- Psylla longigena
- Psylla loranthi
- Psylla mala
- Psylla memor
- Psylla merita
- Psylla minutiforma
- Psylla montanica
- Psylla muiri
- Psylla multijuga
- Psylla murrayi
- Psylla neolitseae
- Psylla oblonga
- Psylla obunca
- Psylla oluanpiensis
- Psylla opulenta
- Psylla oshanini
- Psylla phaeocarpae
- Psylla praevia
- Psylla pulla
- Psylla pyri
- Psylla quadrimaculata
- Psylla quianli
- Psylla ribicola
- Psylla rigida
- Psylla santali
- Psylla satsumensis
- Psylla schefflerae
- Psylla simaoli
- Psylla simlae
- Psylla spadica
- Psylla steinbergi
- Psylla stranvaesiae
- Psylla sulcata
- Psylla surinamensis
- Psylla tayulinensis
- Psylla tetrapanaxae
- Psylla tobirae
- Psylla toddaliae
- Psylla toroenensis
- Psylla toroensis
- Psylla torrida
- Psylla trimaculata
- Psylla tripunctata
- Psylla vaccinii
- Psylla vasiljevi
- Psylla viccifoliae
- Psylla wulinensis
- Psylla vulpis
- Psylla xanthisma
- Psylla xiaguanli
- Psylla yakouensis
- Psylla yunli